# Békéscsaba autóbusz-állomás
Békéscsaba autóbusz-állomás (más nevén Békéscsaba buszpályaudvar) egy Békés vármegyei autóbusz-állomás, Békéscsaba településen, a MÁV-VOLÁN üzemeltetésében.

## Története
1953.  december 1.-jén létrejött a 81. Számú Autóközlekedési Vállalat, a Körös Volán elődje. 1964-ben átadták a Békéscsabai állomást, amely akkor még a Hunyadi téren volt megtalálható. A szűkössé vált Hunyadi téri autóbusz-állomás helyett 1988. augusztus 20-án átadták az aluljáróval ellátott, barna-sárgásbarna színűre festett új békéscsabai autóbusz-állomást, amely a vasútállomás előtt került felépítésre. Az épület különleges, könnyűszerkezetes homlokzati függönyfalai az egykori FÉMMUNKÁS termékcsalád részei. 1991-ben közvetlen járat indult Békéscsaba-Pécs és Békéscsaba-Dunaújváros között. 2010-ben a teljes állomás felújítást kapott, amelynek részeként az utasperonok új burkolatot és perontetőt kaptak.
Érdekesség
1992-ben elindult Magyarország leghosszabb belföldi autóbusz-járata amely Gyulát kötötte össze Békéscsabán, Szentesen, Dunaföldváron, Siófokon és Zalaegerszegen át Lentivel. A járatot a Zala Volánnal közösen üzemeltették. A járat hossza összesen 537 kilométer volt, végigutazása 11 óra 20 percet vett igénybe. 2003-ban a vonalat kettéosztották Békéscsaba-Dunaföldvár, és Dunaföldvár-Zalaegerszeg szakaszra. A Dunántúli szakaszt később a Zala Volán felhagyta, a Körös Volán pedig 2007-óta csak Orosháza és Dunaföldvár között közlekedteti autóbuszát. 2016. június 16-án a járat 1499-es vonalszámmal újraindult Békéscsaba-Zalaegerszeg viszonylatban.

## Állomást érintő járatok
1085, 1346, 1374, 1440, 1441, 1486, 1499
 4800, 4801, 4805, 4810, 4812, 4813, 4815, 4819, 4820, 4821, 4824, 4825, 4827, 4828, 4829, 4830, 4831, 4832, 4833, 4835, 4838, 4839, 4840, 4844, 4850, 4855, 4885, 4894, 5021, 5128, 5160, 5189, 5208
 1, 3, 5, 7, 7F, 8, 8A, 8MJ, 8V, 17V, 20, 74A, 74B